# 틸 (네덜란드)

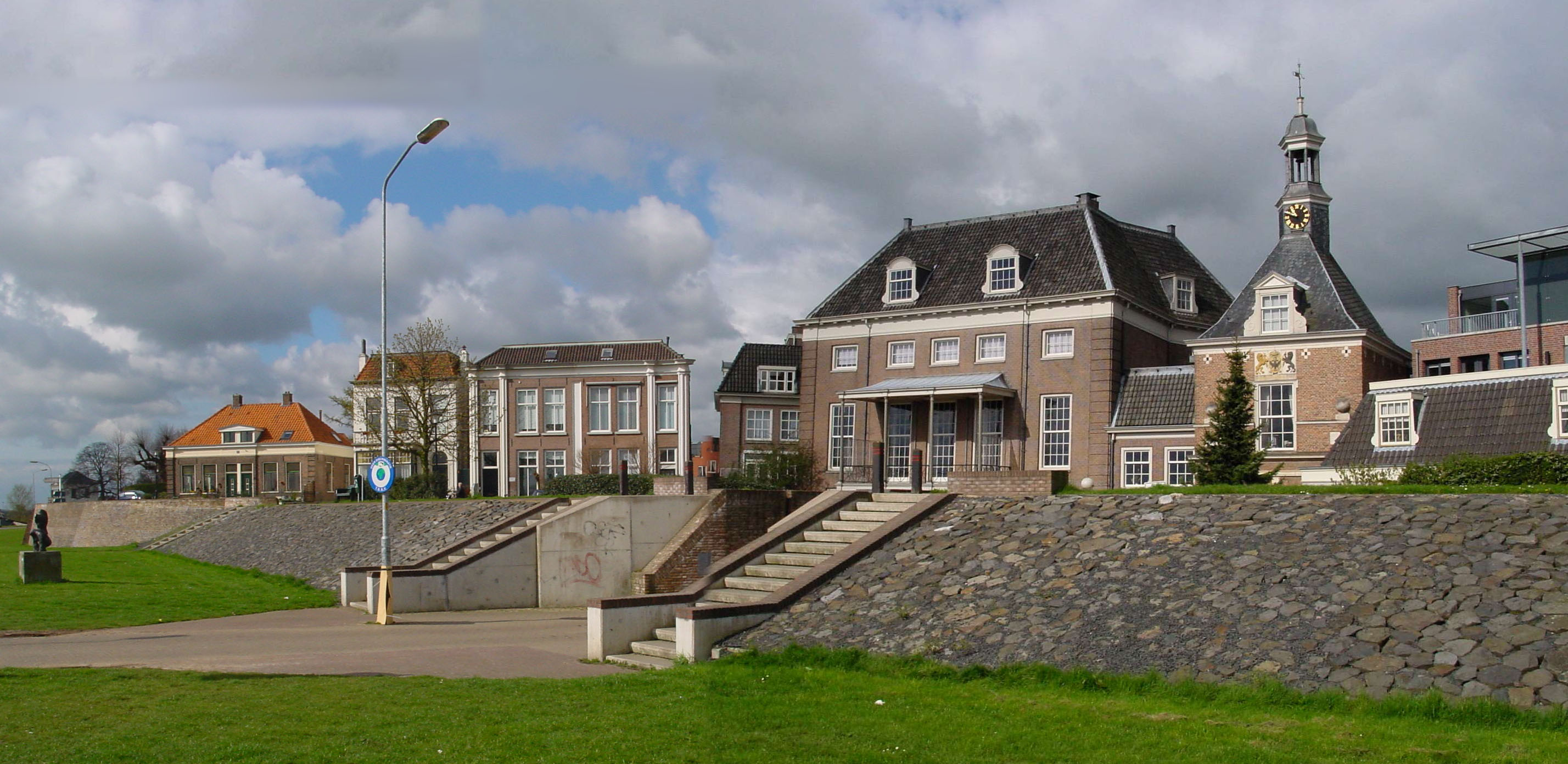
틸 요새

틸의 위치

틸(네덜란드어: Tiel)은 네덜란드 헬데를란트주의 도시로 면적은 34.81km2, 높이는 7m, 인구는 41,723명(2014년 5월 기준), 인구 밀도는 1,293명/km2이다.

시기
시 문장